# César Daniel Fernández

Wappen von César Daniel Fernández

César Daniel Fernández (* 20. Oktober 1954 in Buenos Aires) ist Bischof von Jujuy.

## Leben
Der Erzbischof von Buenos Aires, Juan Carlos Kardinal Aramburu, spendete ihm am 14. November 1980 die Priesterweihe.
Papst Benedikt XVI. ernannte ihn am 20. September 2007 zum Titularbischof von Caltadria und zum Weihbischof in Paraná. Die Bischofsweihe spendete ihm der Erzbischof von Paraná, Mario Luis Bautista Maulión, am 30. November desselben Jahres; Mitkonsekratoren waren Eduardo Vicente Mirás, emeritierter Erzbischof von Rosario, und Mario Aurelio Poli, Weihbischof in Buenos Aires.
Am 25. August 2011 wurde er zum Apostolischen Administrator von Jujuy berufen. Am 7. Juni 2012 ernannte ihn Benedikt XVI. zum Bischof von Jujuy. Die feierliche Amtseinführung (Inthronisation) fand am 6. August desselben Jahres statt.